# Lamosa
Lamosa ist eine Gemeinde (Freguesia) im portugiesischen Kreis Sernancelhe. In ihr lebten 179 Einwohner (Stand 19. April 2021).